# Crinum asiaticum

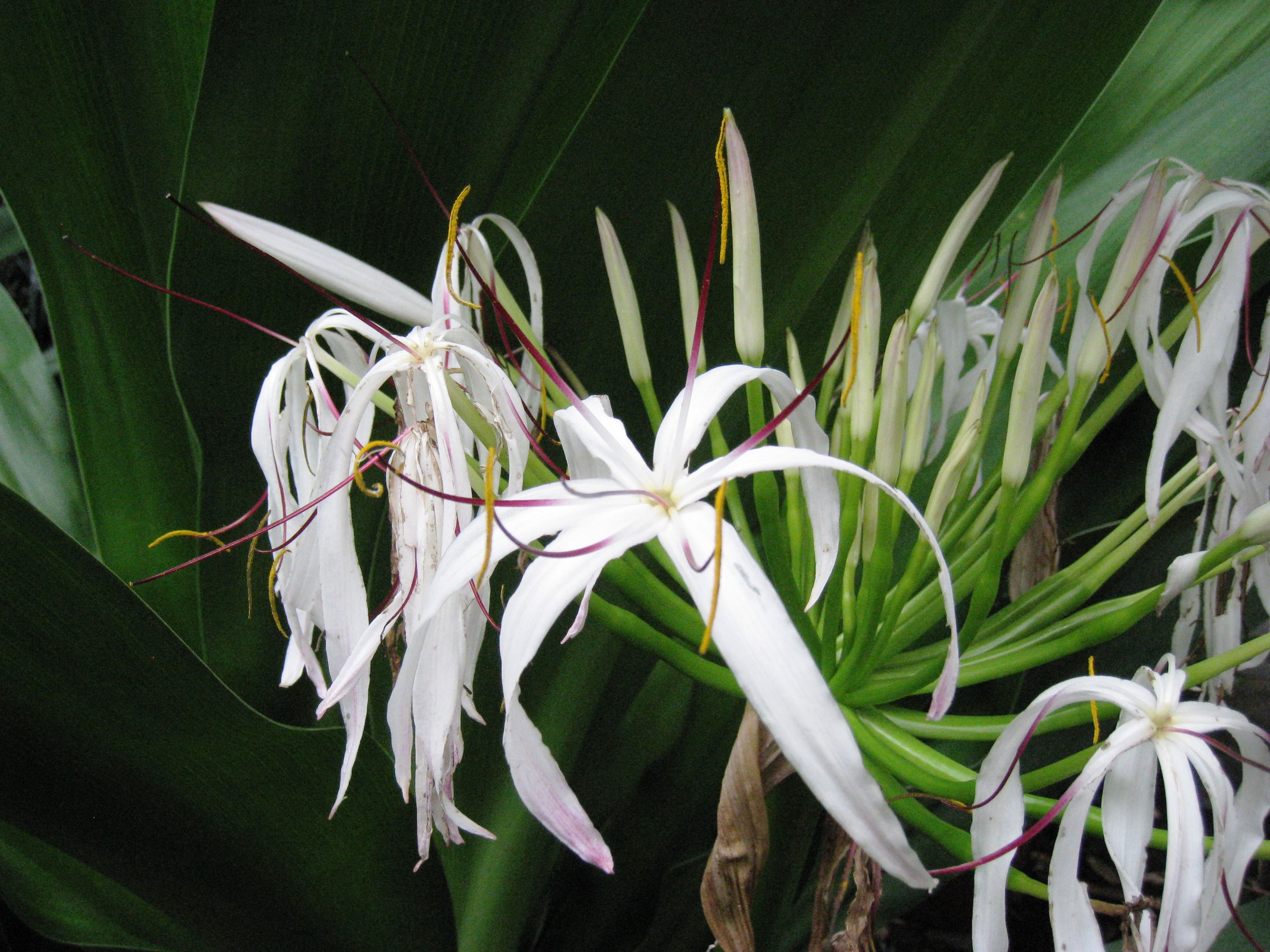
Inflorescència

Crinum asiaticum és una espècie de planta perenne i bulbosa de la família de les Amaril·lidàcies. Com altres espècies del gènere Crinum, presenta vistoses flors semblants a les dels lliris (Lilium) i se la conrea a jardins per aquesta raó. Com l'epítet específic ho indica, és originària de les regions tropicals d'Àsia.

## Descripció
Crinum asiaticum presenta un bulb de 10-12 cm de diàmetre, proveït d'un coll de 15-20 cm de llarg. Les fulles són nombroses, distribuïdes en roseta, de 90 a 120 cm de llarg per 5-10 cm d'ample, oblongo-lanceolades i acuminades.
Les flors són pedunculades, blanques, amb el tub de 7-10 cm de llarg i els segments linear-oblongs, de 5-7 cm. Els estams són vermells, amb les anteres grogues. Les flors estan disposades en umbel·les de 20-50-flors, a l'extremitat d'un llarg escap massís i afil·la (sense fulles). Floreix a l'estiu.

## Cultiu
Els bulbs es planten a la primavera a 25-30 cm de profunditat, amb una exposició assolellada, càlida i, a ser possible, a resguard, en un terreny fèrtil i ben drenat. Als climes freds s'aconsella el cultiu en tests, en interior o en hivernacle i a l'aire lliure els mesos càlids. Per a això s'utilitza un substrat integrat per torba, terra i sorra a parts iguals. Convé regar i abonar regularment.
La multiplicació es realitza a la primavera per divisió dels petits bulbs que creixen al costat del bulb principal. També es pot obtenir a partir de llavors, però triguen 5 anys en florir.

## Propietats
Els bulbs de Crinum asiaticum contenen un anticolinesteràsic, anomenat ungeremina que pot ser adequat com a tractament per a la malaltia d'Alzheimer. L'ungeremina també s'ha aïllat de Nerine bowdenii, Ungernia spiralis, Zephyranthes flava, Ungernia minor, Crinum augustum, Pancratium maritimum i Hippeastrum solandriflorum.

## Taxonomia
Crinum asiaticum va ser descrita per Linné i publicada a Species Plantarum 292, l'any 1753.

### Etimologia
- Crinum: nom genèric que deriva del grec: krinon = "un lliri".[3]
- asiaticum: epítet geogràfic que al·lusió a la seva localització a Àsia.

### Sinonímia
- Amaryllis carnosa Hook.f.
- Bulbine asiatica (L.) Gaertn.
- Crinum albiflorum Noronha
- Crinum angustifolium Herb. ex Steud.
- Crinum anomalum Herb.
- Crinum asiaticum var. asiaticum
- Crinum asiaticum var. declinatum Herb.
- Crinum asiaticum var. procerum (Herb. & Carey) Baker
- Crinum bancanum Kurz
- Crinum bracteatum Willd.
- Crinum brevifolium Roxb.
- Crinum carinifolium Stokes
- Crinum cortifolium Hallier f.
- Crinum declinatum Herb.
- Crinum floridum Fraser ex Herb.
- Crinum hornemannianum M.Roem.
- Crinum macrantherum Engl.
- Crinum macrocarpum Carey ex Kunth
- Crinum macrophyllum Hallier f.
- Crinum northianum Baker
- Crinum plicatum Livingstone ex Hook.
- Crinum procerum Herb. & Carey
- Crinum redouteanum M.Roem.
- Crinum rigidum Herb.
- Crinum rumphii Merr.
- Crinum sumatranum Roxb.
- Crinum toxicarium Roxb.
- Crinum umbellatum Carey ex Herb.
- Crinum woolliamsii L.S.Hannibal
- Crinum zanthophyllum Hannibal
- Haemanthus pubescens Blanco
- Lilium pendulum Noronha[4]